# Catherine Lachens
| Catherine Lachens                         | Catherine Lachens                         |
| Kattints az alábbi külső linkek egyikére! | Kattints az alábbi külső linkek egyikére! |
| ----------------------------------------- | ----------------------------------------- |
| Nem található szabad kép.(?)              |                                           |
| külső link · jogvédett                    | 1980 körül (UniFrance)                    |

Catherine Lachens (Boulogne-Billancourt, 1945. szeptember 2. – Párizs, 14. kerület, 2023. szeptember 27.) francia színésznő.

## Életútja
Catherine Jeanne Lachens 1945. szeptember 2-án született Boulogne-Billancourtban. Ikertestvére, Éric (1945–1989) fotográfus és festő volt.
Közel másfél évig stoppolással és segédmotorral bejárta Európát. Ezt követően kezdte el színészi tanulmányait. 1968–69-ben Jean Périmony, majd 1970–71-ben Jean-Laurent Cochet tanítványa volt. Beiratkozott a párizsi Színművészeti Egyetemre, ahol többek között Robert Manuel és Antoine Vitez voltak a tanárai. Osztálytársai közé tartozott Francis Huster, Nathalie Baye és Jacques Villeret. Az egyetemet végül nem fejezte be, mert második évfolyam után már három első díjat nyert és színészi alakításáért is már díjjal jutalmazták.
1972 és 2015 között több mint hatvan mozifilmben szerepelt. Az 1980-as és az 1990-es években főleg tv-filmekben és sorozatokban játszott. Klasszikus (Molière, Georges Feydeau, Franz Kafka) és kortárs szerzők (Jean Genet, Max Frisch, Eugène Ionesco) színházi darabjaiban is szerepelt pályafutása során. Később a szobrászatban is kipróbálta magát és számos kiállításon vett részt.

## Színházi szerepei
- Franz Kafka: A kastély (1972, Párizsi Színművészeti Egyetem)
- Romain Weingarten: La Mandore (1974, théâtre Daniel-Sorano)
- Roger Planchon: Folies bourgeoises (1974, Comédie de Saint-Étienne)
- Roger Planchon: Folies bourgeoises (1976, théâtre de la Porte-Saint-Martin)
- Jean-Edern Hallier: Le Genre humain (1976, Espace Cardin)
- Molière: A képzelt beteg (1978, La Criée és théâtre de l'Est parisien)
- Stanisław Ignacy Witkiewicz: Ils ont déjà occupé la villa voisine (1980, Maison de la culture de Nanterre)
- Pierre Laville: Du côté des îles (1980, théâtre national de l'Odéon)
- Pierre Laville: Le Fleuve rouge (1980, La Criée (Théâtre national de Marseille), théâtre national de Chaillot, TNP Villeurbanne és théâtre national de Strasbourg)
- Sydney Michael: Dylan (1982, La Criée)
- Molière: A képzelt beteg (1984, La Criée)
- Georges Feydeau: Bolha a fülben (1985, La Criée)
- Jean Genet: Az erkély (1991, Odéon-Théâtre de l'Europe)
- Eugène Labiche: Le Prix Martin (1992, turné Svájcban)

## Filmjei
Mozifilmek
- What a Flash! (1972)
- L'Histoire très bonne et très joyeuse de Colinot trousse-chemise (1973)
- Ariane (1974)
- Zsarutörténet (Flic Story) (1975)
- A javíthatatlan (L'Incorrigible) (1975
- La Bulle (1975)
- Attention les yeux! (1976)
- Monsieur Albert (1976)
- Silence... on tourne! (1976)
- Pierrot és bandája (Le Gang) (1977)
- Violette et François (1977)
- Dis bonjour à la dame (1977)
- Monsieur Papa (1977)
- Egy gazember halála (Mort d'un pourri) (1977)
- La Jument vapeur (1978)
- Le Dernier Amant romantique (1978)
- L'Honorable Société (1978)
- Ils sont fous ces sorciers (1978)
- Félénk vagyok, de hódítani akarok (Je suis timide mais je me soigne) (1978)
- Zsaru vagy csirkefogó? (Flic ou Voyou) (1979)
- Je te tiens, tu me tiens par la barbichette (1979)
- Ostoba, de fegyelmezett (Bête, mais discipliné) (1979)
- A válás (Le Divorcement) (1979)
- Le Toubib (1979)
- La Gueule de l'autre (1979)
- Girls (1980)
- Deux Lions au soleil (1980)
- T'es folle ou quoi ? (1982)
- On s'en fout, nous on s'aime (1982)
- Une nouvelle chaîne (1983, rövidfilm)
- A kockázat ára (Le Prix du danger) (1983)
- Ça va pas être triste (1983)
- Flics de choc (1983)
- La Bonne dose (1984, rövidfilm)
- Swann szerelme (Un amour de Swann) (1984)
- Mire megyek az apámmal? (Aldo et Junior) (1984)
- Le Sang des autres (1984)
- Rosa la rose, fille publique (1986)
- Gérard Floque kicsapongó élete (La Vie dissolue de Gérard Floque) (1987)
- Les Deux Crocodiles (1987)
- In extremis (1988)
- Velencei karnevál (Rouge Venise) (1989)
- Le Sixième Doigt (1990)
- Le Cri du cochon (1991)
- Szép história (La Belle Histoire) (1992)
- Les Frères Gravet (1994)
- Mintamókus (Gazon maudit) (1995)
- Les Bidochon (1996)
- Éxtasis (1996)
- Le Nègre (1997, rövidfilm)
- Il est difficile de tuer quelqu'un, même un lundi (2000, rövidfilm)
- Dernière séance (2001, rövidfilm)
- Confession d'un dragueur (2001)
- Confessions de minuit (2003, rövidfilm)
- Un beau jour, un coiffeur (2004, rövidfilm)
- À vot' bon cœur (2004)
- Absence (2007, rövidfilm)
- Les Liqueurs d'Alice (2009, rövidfilm)
- Bonjour madame, bonjour monsieur (2012, rövidfilm)
- Les Beaux Jours (2013)
- Francia hármas (Pension complète) (2015)

Tv-filmek
- Opéra pour Baudelaire (1974)
- Un professeur d'américain (1978)
- Le Fleuve rouge (1981)
- L'Amour fugitif (1982)
- Quatre acteurs à bout de souffle (1982)
- Emmenez-moi au théâtre / La Baye (1983)
- Pauvre Éros (1983)
- La Dérapade (1985)
- Un cœur de marbre (1988)
- Personne ne m'aime (1989)
- Vezércseléd (Un amour de banquier) (1990)

Tv-sorozatok
- Docteur Erika Werner (1978, egy epizódban)
- Les Grandes Conjurations (1978, a La Guerre des trois Henri epizódban)
- Les Amours des années grises (1982, a La Farandole epizódban)
- Messieurs les jurés (1982, a L'Affaire Tromsé epizódban)
- Au gui l'an neuf (1982, egy epizódban)
- Allô Béatrice (1984, a L'Affreux Séducteur epizódban)
- La Famille Bargeot (1985)
- Le Vent du large (1985)
- Tendre comme le rock (1985)
- Cinéma 16 (1986, a Comme un poisson sans bicyclette epizódban)
- Rózsaszín sorozat (Série rose) (1986, az Augustine de Villeblanche epizódban)
- Maguy (1986, a Silence, hospitalité epizódban)
- Chahut-bahut (1987)
- L'Agence (1989, a Le Médecin du prince epizódban)
- Arsène Lupin legújabb kalandjai (Le Retour d'Arsène Lupin) (1989, a La Camarade Tatiana epizódban)
- Les Pique-assiette (1989)
- Rózsaszín sorozat (Série rose) (1990, a La Dame galante epizódban)
- Marc és Sophie (Marc et Sophie) (1992, egy epizódban)
- Poivre et Sel (1992)
- Placé en garde à vue (1994, a Comme il vous plaira epizódban)
- Navarro (1995, a Le Choix de Navarro epizódban)
- Quatre pour un loyer (1995)
- Jamais deux sans toi...t (1996–1997, három epizódban)
- Mes pires potes (2001, az Adieu Zouzou epizódban
- Arzak Rhapsody (2003, hang)
- France truc (2004)
- Szerelmek Saint Tropez-ban (Sous le soleil) (2004, négy epizódban)
- Vénusz és Apolló (Vénus et Apollon) (2005, a Soin contre temps epizódban)
- Scènes de ménages (2015, az Enfin ils sortent epizódban)